# Station Sanok Miasto
Station Sanok Miasto is een spoorwegstation in de Poolse plaats Sanok.